# Labeobarbus megastoma
Labeobarbus megastoma és una espècie de peix pertanyent a la família dels ciprínids.

## Descripció
- Fa 82,4 cm de llargària màxima.[5][6]

## Alimentació
Els joves, principalment, mengen larves d'insectes i zooplàncton, i, també, alguns peixos. Conforme van creixent, la quantitat de peix i de matèria vegetal en llur dieta augmenta, mentre que la d'insectes disminueix i la de zooplàncton desapareix per complet.

## Hàbitat
És un peix d'aigua dolça, bentopelàgic i de clima tropical (13°N-11°N) que mostra una lleugera preferència pels substrats rocallosos i aigües de menys de 6 m de fondària.

## Distribució geogràfica
Es troba a Àfrica: és un endemisme del llac Tana i els seus afluents (Etiòpia).

## Observacions
És inofensiu per als humans.